# عقوبات بديلة
العقوبات البديلة يمكن تعريفها بأنها فرض عقوبة غير سالبة للحرية ضد المحكوم عليهم. وقد عرفها البعض بأنها مجموعة من البدائل التي يتخذها القاضي تتمثل في إبدال عقوبة السجن بخدمة يؤديها السجين لفئة من فئات المجتمع، أو لموقع خيري، أو الالتحاق بمرفق تعليمي يستفيد منه السجين بهدف إصلاحه وحمايته من الأذى وتقديم خدمة لمجتمعه.
يقول الدكتور كامل السعيد في تعريفه للعقوبة البديلة (لا يختلف تعريف العقوبة البديلة عن تعريف العقوبة الأصلية من حيث كونها عقوبة يفرضها القانون الجزائي على من ارتكب الجريمة أو ساهم فيها بدلا من العقوبة الأصلية المتمثلة في الحبس لمدة قصيرة الهدف منها هو الحيلولة دون من يحكم عليه بها دخول السجن، أو مركز الإصلاح، فهي تخضع لكافة المبادئ التي تخضع لها العقوبة الاصلية) . وهي مجموعة من التدابير التي تحل محل عقوبة السجن، وتعمل على تطبيق سياسة منع الحرية. وقد تُعرَّف أيضًا بالعقوبات ذات النفع العام؛ لأن السجين ينتفع منها من خلال إصلاحه في المجتمع، والمجتمع ينتفع منه من خلال اندماجه. وغالبية الأنظمة العدلية والقضائية في كثير من دول العالم اليوم تتجه لتفعيل السياسات العقابية الحديثة؛ فتعمل على تطبيق العقوبات البديلة (بدائل السجن) لأسباب إنسانية واجتماعية ووطنية واقتصادية، وبالأخص في الجرائم والمخالفات التي تقع أول مرة، أو من الفئات العمرية الصغيرة التي تعاني مشكلات نتيجة ضعف التنشئة، وسوء التكيف الاجتماعي وقلة الوعي؛ فتفتح أمامهم نافذة نحو المستقبل للخروج من دائرة الضياع، وذلك بالتوسع في الأخذ بالعقوبات البديلة بدلاً من السجن؛ وذلك للتخفيف من حدة السجون، ولحث المذنبين وتشجيعهم على خدمة المجتمع، بحسب ما تتيحه الأنظمة واللوائح الخاصة بذلك.